# ポール・マッギーガン
ポール・フランシス・マッギーガン（英語: Paul Francis McGuigan、1971年5月9日 - ）は、ギグジー（発音：Gwigzee）の名で広く知られている、イギリスのミュージシャン。元オアシスのベーシスト、バンドの創設者として知られている。身長178cm。現在は音楽業界を事実上引退している。

## 来歴
1980年代後半、ギグジーはギターにポール・"ボーンヘッド"・アーサーズ、リード・ボーカルにクリス・ハットン、ドラムにトニー・マッキャロルを迎え、ザ・レインというバンドを始めた。ハットンの解雇後、ギグジーは学生時代の友人であるリアム・ギャラガーをボーカルに誘う。その後、リアムの兄であるノエルがギタリスト、ソングライターとしてバンドに加わり、この時点でバンド名をオアシスへと変更する。ステージ上では優秀なベーシストであったが、バンドの最初の2枚のアルバムにおいては、ギグジーのベース・パートがノエルによって演奏されることもあった。ギグジーは『ディフィニトリー・メイビー』でベースを弾いておらず、初期の2枚のアルバムは彼とボーンヘッドのパートをノエルに置き換えられたという噂があったが、これはバンドのプロデューサーであるオーウェン・モリスによって否定されている。他のバンドメンバー同様、ギグジーもツアー中に大量のマリファナを吸ったことがあると語っている。
ギグジーは1999年にオアシスを脱退し、後任のベーシストとして当時ライドのフロントマンでギタリストだったアンディ・ベルが加入した。ノエルは、ギグジーがファックスで脱退を連絡し、その後数週間はバンドからの電話を避けたと主張している。最終的にギグジーに連絡を取ることを諦めたものの、ノエルは恨みは抱いていないと語っている。
ギグジーはDJとしても活動していたことがある。2004年の『ディフィニトリー・メイビー』(DVD)への出演は辞退したが、その理由を説明する丁寧な手紙が隠し特典として付いており、また評論家が彼についての見解を述べる短いセクションもある 。また、2016年のドキュメンタリー映画『オアシス・スーパーソニック』でもインタビューを辞退している。代わりに彼のアーカイブ映像が使用された。
ギグジーは1995年に自分の演奏スタイルについて、「始めたばかりの頃は、ベースの一番上の弦を上下に弾くだけだった。考えてみれば、今もそうしている」と発言している。

## 私生活
熱心なスポーツファンであるギグジーは、特にサッカーが好きで、マンチェスター・シティの生涯サポーターである。1996年、彼はローリングストーン誌に「サッカーを見ることが一番の趣味だ。サッカーを見ること、サッカーに関するビデオを見ること、サッカーについて読むこと、サッカーについて話すこと。それが僕の関心事なんだ」と語っている。2016年のドキュメンタリー『オアシス：スーパーソニック』の中でノエルは、ギグジーの好きなもののリストの中でオアシスはクリケット、ドクター・フー、ウィード（マリファナ）、マン・シティに次いでの「せいぜい5位 ("lowly fifth")」であると発言している。
ギグジーは、サッカーとクリケットに関する博学な知識を持っていることでつとに有名である。1995年のBBC Radio 1のインタビューでは、お気に入りの雑誌としてFourFourTwoを挙げている。オアシスに在籍していた頃、彼はジャーナリストのPaolo Hewittと共同で、サッカー選手Robin Fridayに関する本『The Greatest Footballer You Never Saw』を執筆した。